# Stadionzeitung
Stadionzeitungen bzw. Programmhefte werden von Fußballvereinen vor jedem Spiel herausgegeben und informieren den Stadionbesucher über alles Wissenswerte rund um das anstehende Spiel. Ein einheitlicher Begriff für diese Publikationen hat sich bislang nicht herausgebildet. Neben Stadionzeitung und Fußballprogramm werden sie auch Stadionheft oder einfach nur Programm genannt.

## Stadionzeitungen als Sammelgebiet
In England hat das Sammeln von Stadionzeitungen seinen Ursprung. Dort wurde bereits in den 40er Jahren begonnen, die kleinen Heftchen von den Spielen mit nach Hause zu nehmen und diese sorgfältig zu archivieren. Die Sammelleidenschaft in England ist bis heute ungebrochen. Es gibt zahlreiche Fachgeschäfte, die sich auf Fußballprogramme spezialisiert haben und Zehntausende Sammler. Das Sammeln von Programmen in England ist vergleichbar mit dem Sammeln von Briefmarken in Deutschland.
Mitte der 70er Jahre erreichte das Sammelfieber zunächst die DDR und Mitte der 80er Jahre schließlich auch den Westen Deutschlands. 1984 gründete sich die „Deutsche Programmsammler Vereinigung“ (DPV), die heute um 100 Mitglieder zählt. Sehr populär ist das Sammeln von Stadionheften außerdem in den Nachfolgestaaten der Sowjetunion, sowie den anderen osteuropäischen Ländern, in Skandinavien und den Niederlanden. In Südeuropa ist dieses Hobby allerdings kaum verbreitet.
Auf Auktionen werden mittlerweile einzelne Programme für mehrere Tausend Euro versteigert.

## Traditionsreiche Hefte
In Deutschland gibt es viele Stadionzeitungen, die über Jahrzehnte erschienen und die es teilweise heute noch gibt:
- Die Blaue (Münchner Vereine) 1922 bis 1997, erschienen im Albert Kürzl Verlag, München
- Fohlen Echo (Borussia Mönchengladbach) 1965 – heute
- Geißbock Echo (1. FC Köln) 1957 – heute
- hinein (1. FC Kaiserslautern) 1947 – 1996
- Kurze Fuffzehn (Rot-Weiss Essen) 1951 – heute
- Schalker Kreisel, (Saison 2010/2011 auf Schalke) (FC Schalke 04) 1971 – heute
- Werder Echo (Werder Bremen) 1965 – 1996

Das momentan älteste bekannte Exemplar eines Fußballprogrammes stammt vom Spiel Queens Park Glasgow gegen London Wanderers am 9. Oktober 1875.